# Afrocandezea rostrata
Afrocandezea rostrata es un coleóptero de la familia Chrysomelidae. Fue descrita científicamente por primera vez en 1920 por Laboissiere.